# プライド (U2の曲)
「プライド」（Pride (In the Name of Love)）は、U2のアルバム『焰』からのリードシングルで、公民権運動の指導者であったマーティン・ルーサー・キング・ジュニアに捧げられた曲である。UKチャートでは3位に入り、初のトップ5、USチャートでは33位に入り、初のトップ40を果たした。また、ニュージーランド・チャートでは1位に輝き、あらゆるチャートでU2のシングルが1位を記録したのはこれが初めてである。

## 解説
Warツアーのハワイ公演のサウンドチェックの際に曲の原型が出来上がり、サウンド・エンジニアのジョー・オハーリーが録音していたものを「The Unforgettable Fire」セッションの際に持ち出して、手を加えた。
当初、歌詞は強硬な外交政策を採ってリベラル層から反感を買っていたアメリカ大統領ロナルド・レーガンを批判する内容だったが（「Pride」とはレーガンの傲慢なプライドの意味だった）、上手くいかなかった。「僕はある賢者の言葉を思い出した。『光で闇と戦おうとするな。ただ光を照らせ』ってね。僕はレーガンを過大評価してたんだ」とボノは語った。その後、ボノはシカゴ平和博物館を訪れ、広島・長崎の原爆被害者が書いた絵とマーチン・ルーサー・キングの展示会を見てインスピレーションを受け、さらにキングとマルコムXの伝記を読んで、市民運動や暴力と非暴力を曲のテーマにすることを思いついた。そのアイデアを初めて聞いたとき、エッジは、アイルランドでは暴力が日常沙汰なのに非暴力をテーマにするなんてU2に相応しくないと思ったのだが、ボノが歌ってみせるとすぐに気に入り、その方向性で曲作りを進めることにした。
しかし、ボノは歌詞の出来には満足しておらず、後年、未完成に終わった「Bad」の歌詞とともに「単なるスケッチだ」と言い、「素晴らしい曲だとは思うけど、一体なんの曲なんだい？ ただ母音を連ねて偉大な人物を描写してるだけじゃないか。感覚的には素晴らしいアートだろう……もしも英語を話せれなければだけどね」と腐している。 共作者のエッジもイーノもラノワも「感覚的」な人間で、歌詞にあまり重きを置いていなかった。しかも、実際キングが暗殺された時刻は午後6時にもかかわらず、歌詞は「Early morning, April 4」と誤って記されており、そのためライブでは「Early evening」と歌い直すこととなった。
レコーディングは困難を極め、特にコーラスが上手く行かなかったのだが、ちょうどダブリンをライブで訪れていたプリテンダーズのクリッシー・ハインドがバッキング・ボーカルを入れ、ようやく完成に漕ぎ着けた。なお、クリッシーは当時シンプル・マインズのジム・カーと結婚していたため、クレジットでは"Mrs. Christine Kerr"と記されている。
ブライアン・イーノは終始「Pride」（と「The Unforgettable Fire」）には関心を示さなかったが、レコーディング中にスタジオを訪れたスティーヴ・リリーホワイトは、
「『プライド』がある限り、君たちは大丈夫だ」とメンバーを励まし、実際にはU2の代表曲となった。後年、ボノは「僕たちが書いた中でもっとも成功したポップソングだ」と語っている。「僕は『ポップ』という言葉をもっともポジティブな意味で使ってる。僕にとってポップとは、わかりやすいって事だ。聴けば、すぐに理解できる。本能で理解できるんだ。多くのアルバムは全然そんなんじゃないよ」と。
なお、キングの未亡人コレッタ・スコット・キングは、この曲がリリースされると、U2をアトランタのマーチン・ルーサー・キング・センターに招待、84年のアメリカ・ツアーの際にメンバーは訪れた。

## B面
「Boomerang I」「Boomerang II」
「I」がインスト曲で、「II」がヴォーカル曲。アフリカ音楽を採り入れたTalking Headsと一緒に仕事をしたイーノのプロデュースということで、アフリカ音楽の影響を受けた曲である。ラノワがベース、イーノがキーボードを弾いている。素材以上のものではないが、B面曲には最適というのがエッジの感想である。
「The Unforgettable Fire」のデラックス・エディション収録。

## 収録曲

### 7インチ・シングル
1. "Pride (In the Name of Love)"
2. "Boomerang II"

### 12インチ・シングル
1. "Pride (In the Name of Love)"
2. "Boomerang I (instrumental)"
3. "Boomerang II"
4. "4th of July"

### 12インチ・シングル（別ヴァージョン）
1. "Pride (In the Name of Love)"
2. "Boomerang I (instrumental)"
3. "Boomerang II"
4. "11 O'Clock Tick Tock"
5. "Touch"

### カセット・シングル
1. "Pride (In the Name of Love)"
2. "4th of July"
3. "Boomerang I (instrumental)"
4. "Boomerang II"
5. "A Celebration"

## PV
PVは3種類作られた。
ドナルド・キャメル・ヴァージョン
カルト監督・ドナルド・キャメルが監督したもので、現在、公式のPVとして流通している。しかしメンバーは気に入らず、他に2種類のPVが作られた。
アントン・コービン・ヴァージョン
メンバーの顔をアップで映したものだが、陰鬱な印象を与えるPV。そのためかこれもボツになった。
バリー・デブリン・ヴァージョン
バリー・デブリンは元Horslipsのベーシスト。メイアート・エイヴィスと並んで80年代のU2のPVの多くを担当した。これはスレーン城での「The Unforgettable Fire」のセッションの模様を継ぎ接ぎしたもので、当時、テレビではこちらが流されていた。

## ライブ
「Pride」はライブの定番曲で、「I Will Follow」に次いで2番目にライブで演奏された回数の多い曲である。曲の終盤では、バンドは時に演奏を止めて、観客に最後のコーラスを歌わせている。また、ライブにスクリーンが導入されてからは、スクリーンにキングの映像を映すことが多くなった。
2009年1月18日のバラク・オバマ大統領の就任を祝賀して行われたコンサート『ウィ・アー・ワン:オバマ就任祝典』では、U2は「Pride」と「City Of Blinding Lights」を歌った。曲の最後、ボノは観客にキングの夢を問いかけた。その夢をイスラエル・パレスチナ問題に結びつけて、「イスラエル人の夢でもあり、パレスチナ人の夢でもある」と言った後、「アメリカ人だけの夢ではない。アイルランド人の夢でもあり、ヨーロッパ人の夢でもあり、アフリカ人の夢でもある」と言い、最後に「自由の鐘を鳴らせ！　自由の鐘を鳴らせ！　自由の鐘を鳴らせ！　すべての村に、すべての部落に、すべての国に、すべての町に。自由の鐘を鳴らせ！」という有名なキングの「I Have a Dream」の演説の一節で締めくくった。
2019年12月5日にTHE JOSHUA TREE TOUR 2019日本公演（於：埼玉スーパーアリーナ）を行なっていたU2が、通常のセット・リストを中断し、前日にアフガニスタン・ナンガルハル州ジャララバードで銃撃されて死亡した中村哲医師への追悼パフォーマンスとしてサイモン＆ガーファンクルの1969年の名曲「ボクサー」に続いて演奏した。
しかし、ファンサイトのアンケートでは「ライブから外して欲しい曲」1位となっている。

## サウンドトラック
- 「マイアミ・バイス」（1985）- 「The Prodigal Son」というエピソードで使われている[15]。
- 「ザ・シンプソンズ」（1998） - 「Trash Of The Titans」というエピソードで、U2がスプリングフィールドのライブで「Pride」を演奏するシーンがある。
- 「ムーラン・ルージュ」（2001）　-　サントラには収録されていないが、ユアン・マクレガーが「Elephant Love Medley」の一部で「Pride」の一節を口ずさむ。ちなみにこのサントラにはボノ＆ギャヴィン・フライデーがT-Rexのカバー「Children Of The Revolution」を提供している。
- 「エリザベスタウン」（2005）[16]

## カバー
- List of covers of U2 songs - Pride (In the Name of Love)
  - C+Cミュージック・ファクトリー（1991）
クリヴィレス&コールという別名義で、1991年にシングルとしてリリースし、UK15位とヒットした。このヴァージョンは、映画「ファイティング・キッズ」（原題：Gladiator、1992年公開）のサウンドトラックで使用された[17]。
  - The Roots（2007）
第38回NAACP Image Awardsでカバーを披露した。（2007）
  - ジョン・レジェンド （2008）
2008年4月6日にヒストリーで放送された、マーティン・ルーサー・キング・ジュニアのドキュメンタリー番組『King』にカヴァーを提供した[18]。
  - ディエクス・ベントレー（2010）
グラミー賞のベスト・カントリー・デュオ・ヴォーカル部門にノミネートされた。
- 山下達郎がコンサートツアー“PERFORMANCE '88-'89”にて演奏した「蒼氓（そうぼう）」の中で、この曲の一節を歌唱。その模様は、後にライブ・アルバム『JOY –TATSURO YAMASHITA LIVE–』（1989）に収録された。

## 評価

### イヤーオブ
- 1984年 ホットプレス年間ベストシングル[19]
- 1984年 ホットプレス読者が選ぶ年間ベストアイリッシュシングル第1位[19]
- 1984年 ヴィレッジ・ボイスPazz & Jopシングルリスト第12位[20]
- 1984年 NME年間ベストシングル50第40位[21]
- 1984年『メロディ・メイカー』年間ベストシングル第4位[22]
- 1984年 Rockerilla（イタリア）読者が選ぶ年間ベストシングル第1位[23]

### オールタイム
- 1989年 スピンが選ぶオールタイムベストソング100第65位[24]
- 1989年 ローリング・ストーンが選ぶ過去25年のシングルベスト100第46位[25]
- 1989年 ラジオ・ヴェロニカ（オランダ）が選ぶオールタイムベスト500第47位[26]
- 1993年 ポール・ウィリアムズが選ぶロックンロールベストシングル100第93位[27]
- 1999年 スタジオ・ブリュッセル（ベルギー）の視聴者が選んだオールタイムベストソング第60位[28]
- 2004年 Mojoが選ぶプロテストソング100第63位[29]
- 2004年 ロックの殿堂・ロックを作った500曲[30]
- 2004年 ローリング・ストーンが選ぶオールタイムベストソング500第378位[31]
- 2006年 レコードコレクター06年リスト（3090ポンド）[32]
- 2006年 VH1の番組「The Greatest」での企画「80年代の最も偉大な100曲」第38位[33]
- 2009年 ラジオ・ヴェロニカ（オランダ）が選ぶ80年代ベストソング100第54位[34]
- 2010年 ローリング・ストーンが選ぶオールタイムベストソング500第388位[35]